# Щепилло Михайло Олексійович
Миха́йло Олексі́йович Щепи́лло (Щипілло) (? — † 1826) —  декабрист, поручник Чернігівського піхотного полку.

## Біографія
До служби вступив в 1814 році, офіцер — 1817, поручник — 01.09.1820 року.
Учасник декабристського руху в Україні, член Товариства об'єднаних слов'ян. 29 грудня 1825 року разом з І. І. Сухіновим, А. Д. Кузьміним, В. Н. Соловйовим звільнив з-під арешту С. І. Муравйова-Апостола. Один з організаторів повстання Чернігівського полку, командував 3 мушкетерською ротою. Загинув у бою з лояльними цареві частинами поблизу села Ковалівки, неподалік від Житомира. Похований в одній могилі з А. Д. Кузьміним та І. І. Муравйовим-Апостолом поблизу села Устимівка (нині Васильківського району Київської області).